# 力娇酒
是以蒸餾酒為原料的酒精飲料，以水果、堅果、草藥、香料、花朵以及奶油增強酒水風味，在裝瓶前通常會添加蔗糖或甜味劑（如高果糖漿）。利口酒含有大量的糖，使其如糖漿黏稠，所以又稱香甜酒。

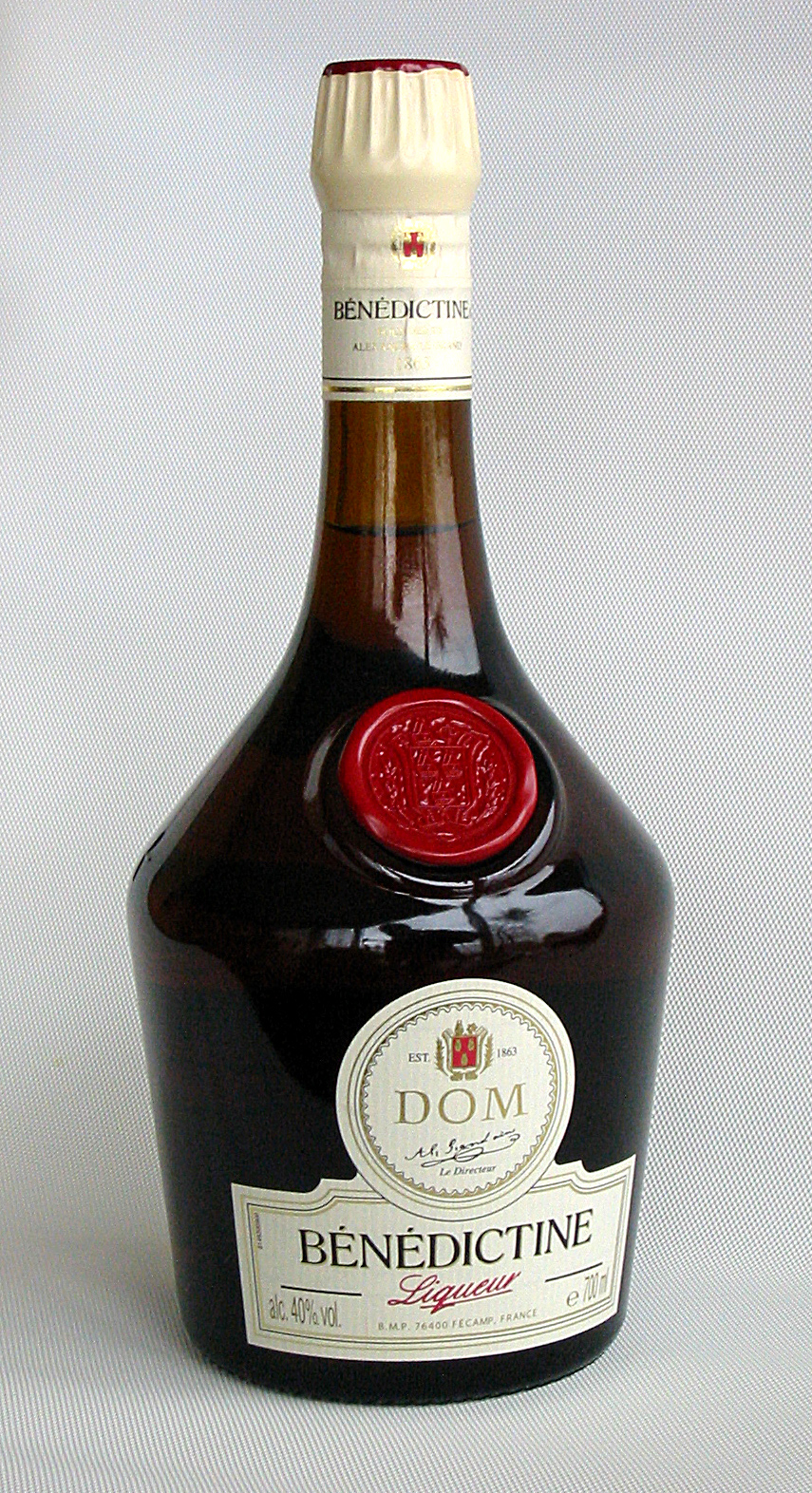
廊酒是法国傳統草药利口酒

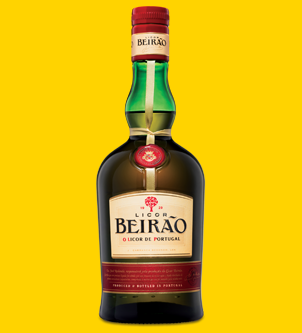
Licor Beirão是葡萄牙传统香料利口酒。

利口酒在13世紀時就已出現在法国，由草藥醫學流傳而來，在當時通常由僧侣酿造。現今利口酒已出現在世界各地，其純飲、加咖啡、調酒、烹饪皆可。

## 詞源
利口酒的英語源自法語，字根源於拉丁語 ，意为溶解。
美國與加拿大部分地區稱利口酒為Cordials或Schnapps，但在英國Cordials為不含酒精的水果糖漿，在德國Schnapps能指代任何蒸餾飲料，在斯堪地那維亞地區則是指阿夸维特。

## 定义

### 美國
在美國，烈酒常被稱為Liquor，因此人們常會把Liqueur與Liquor混淆。這主要是因為現今市面上有許多風味酒（例如水果伏特加）而導致界線模糊。一般來說，利口酒的酒精濃度通常在15–30%之間，比蒸餾酒低，但有些利口酒的酒精濃度可高達55%。此外，利口酒通常會加入甜味劑調和。
酒精與菸草稅務與貿易局對利口酒的規範與加拿大相近。利口酒（包括Cordials）被定義為：由蒸餾酒加入水果、植物原料、天然香料、萃取物或甜味劑混合或再蒸餾而成。這些添加物在成品中重量必須至少佔2.5%。

### 加拿大
根據《食品與藥物規範》（C.R.C., c. 870），加拿大規定利口酒必須由酒精與植物性原料混合製成。這些原料可能是水果、花朵、葉片或其他植物物質的汁液或萃取物，而萃取方式包括浸泡、過濾或軟化處理。利口酒必須額外加入甜味劑，且至少佔成品的2.5%。其酒精濃度不得低於23%。製作時也可以加入天然或人工香料與色素。

### 欧盟
歐盟針對烈酒有統一規範，利口酒必須符合以下條件：
- 酒精含量至少15%，
- 一般情況下，甜度需達到每公升至少含100公克轉化糖的等效量
- 使用穀物中性酒精或農產品蒸餾酒制成
- 使用天然或「天然等同」的香料調味
- 標示酒精濃度與所添加的食用色素

## 製作
有些利口酒將木材、水果或花朵浸泡於水或酒精中，再加入糖或其他成分製成，另一些則是由芳香或調味物質蒸餾而來。
茴香酒與拉克酒加入水後會從透明變成乳白色。這是因為茴香精油在高濃度酒精中仍能溶解，但當酒精濃度下降時會析出聚合，這種現象被稱為乌佐效应。

## 用途

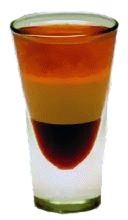
B-52是分層酒

### 鸡尾酒
將利口酒加入雞尾酒中能改變風味與外觀。有些利口酒本身帶有鮮豔色彩，可以讓雞尾酒更搶眼；另一些則是無色的，避免掩蓋基酒或裝飾物的色澤。

### 分層酒
分層酒是利用不同顏色、不同密度的利口酒一層一層疊加而成。調製時，酒液需沿著湯匙背面或玻璃棒緩慢注入杯中，讓各層保持分離，呈現條紋效果。

## 圖集

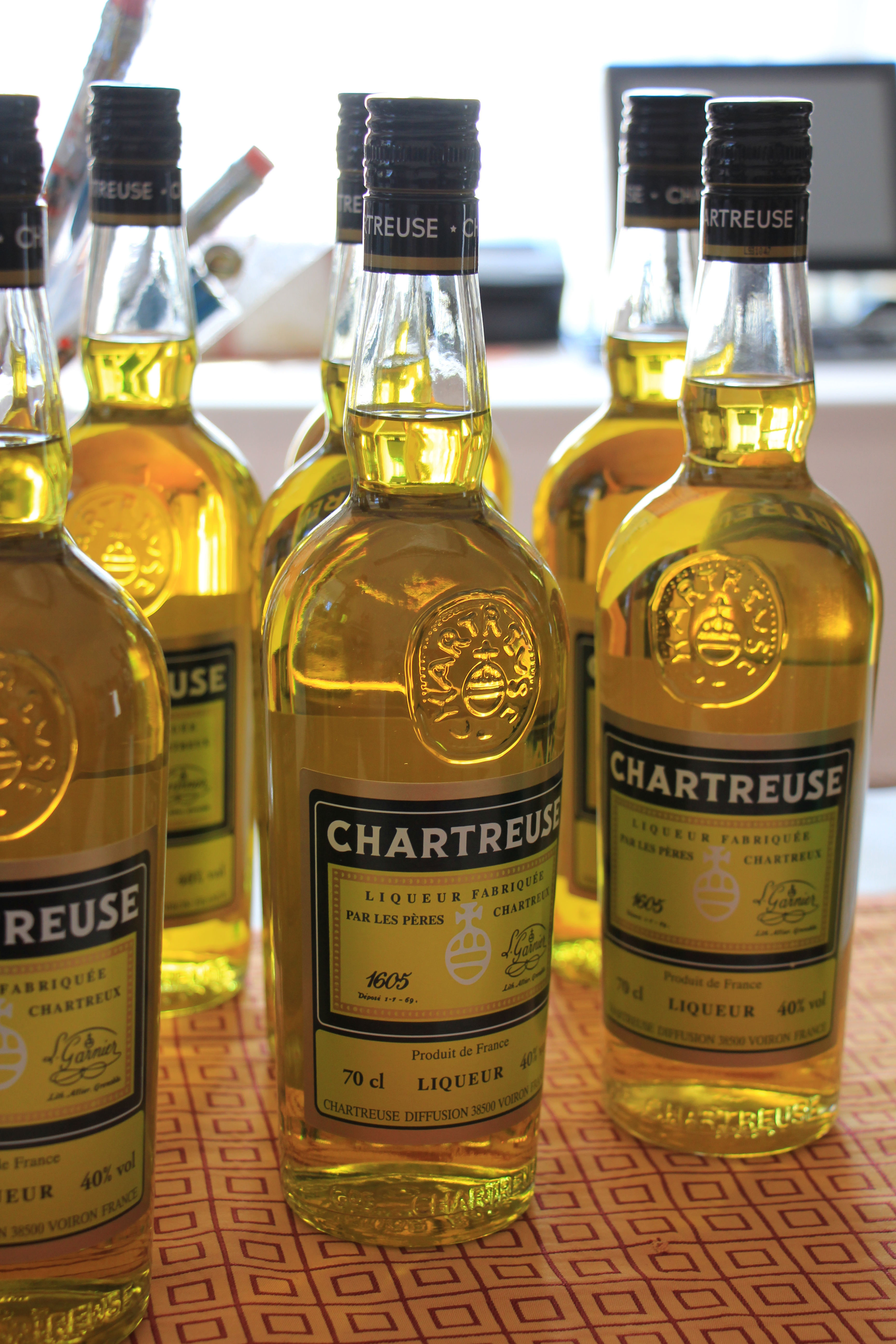
自1740年代起，法国加爾都西會僧侣開始釀造夏翠絲
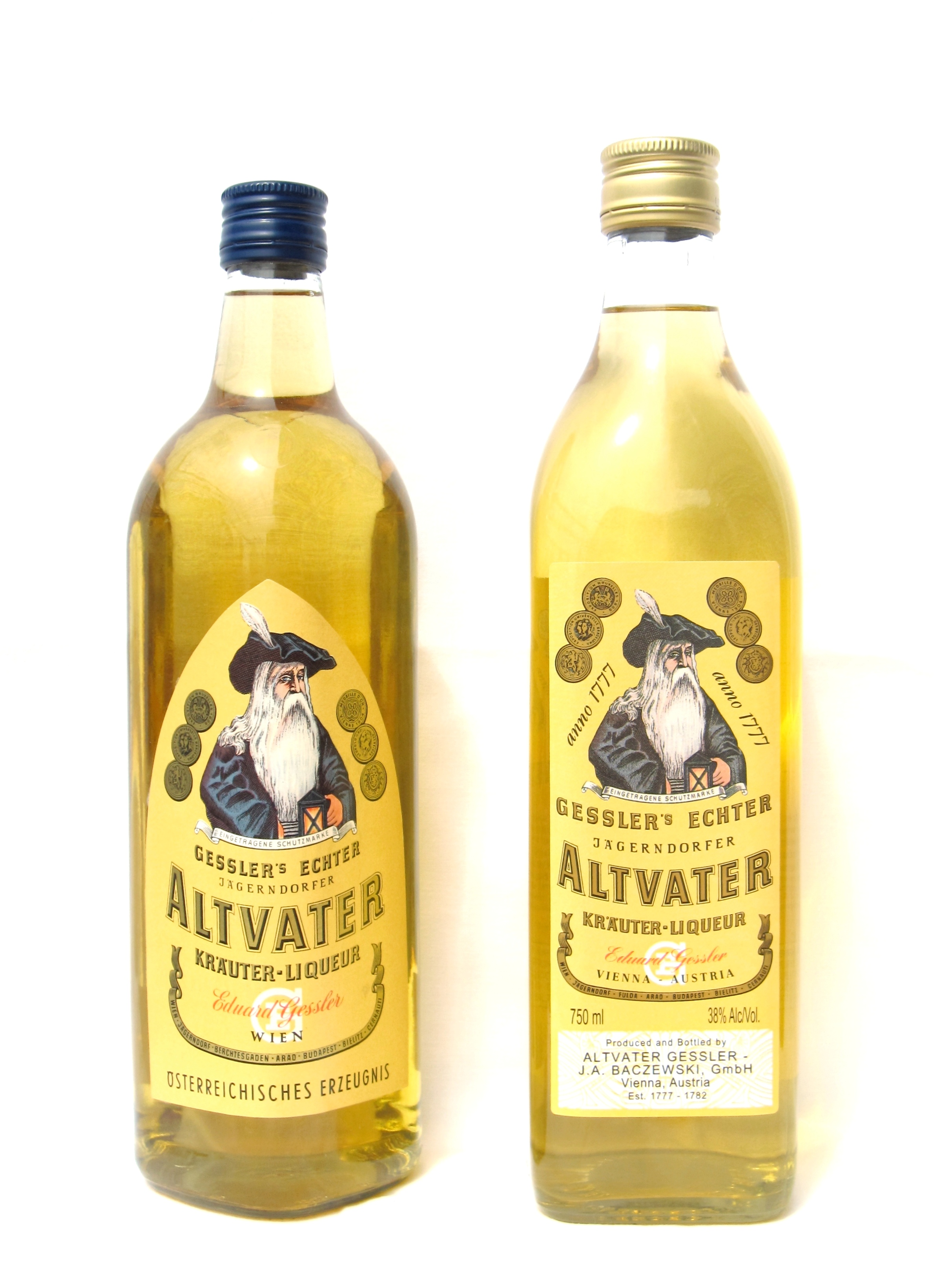
奥地利Altvater草本利口酒（英语：Kräuterlikör）
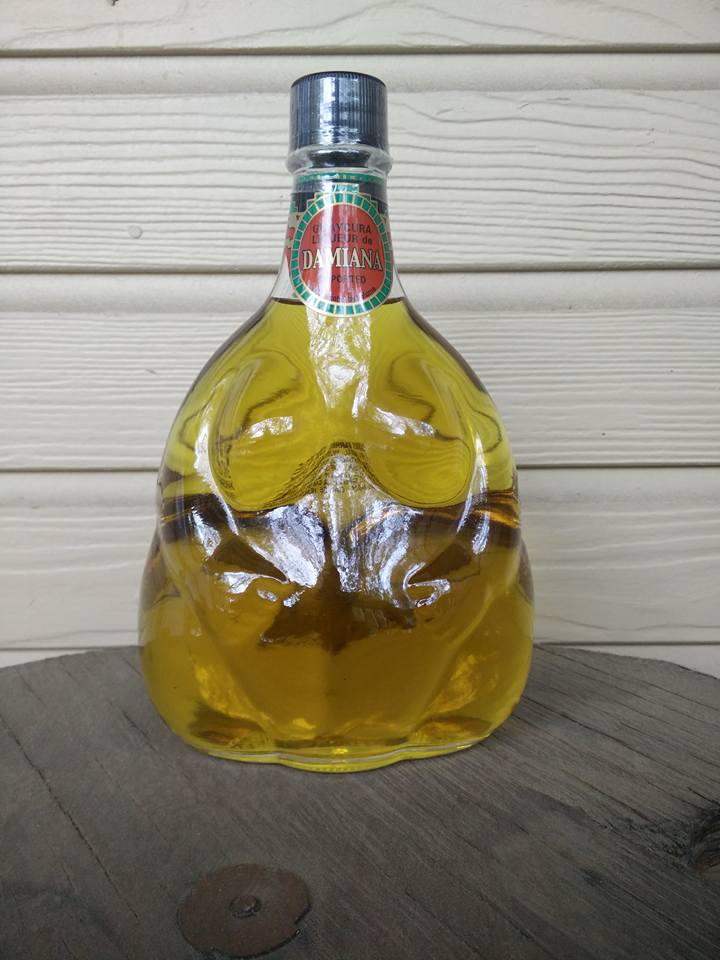
墨西哥達米阿那利口酒
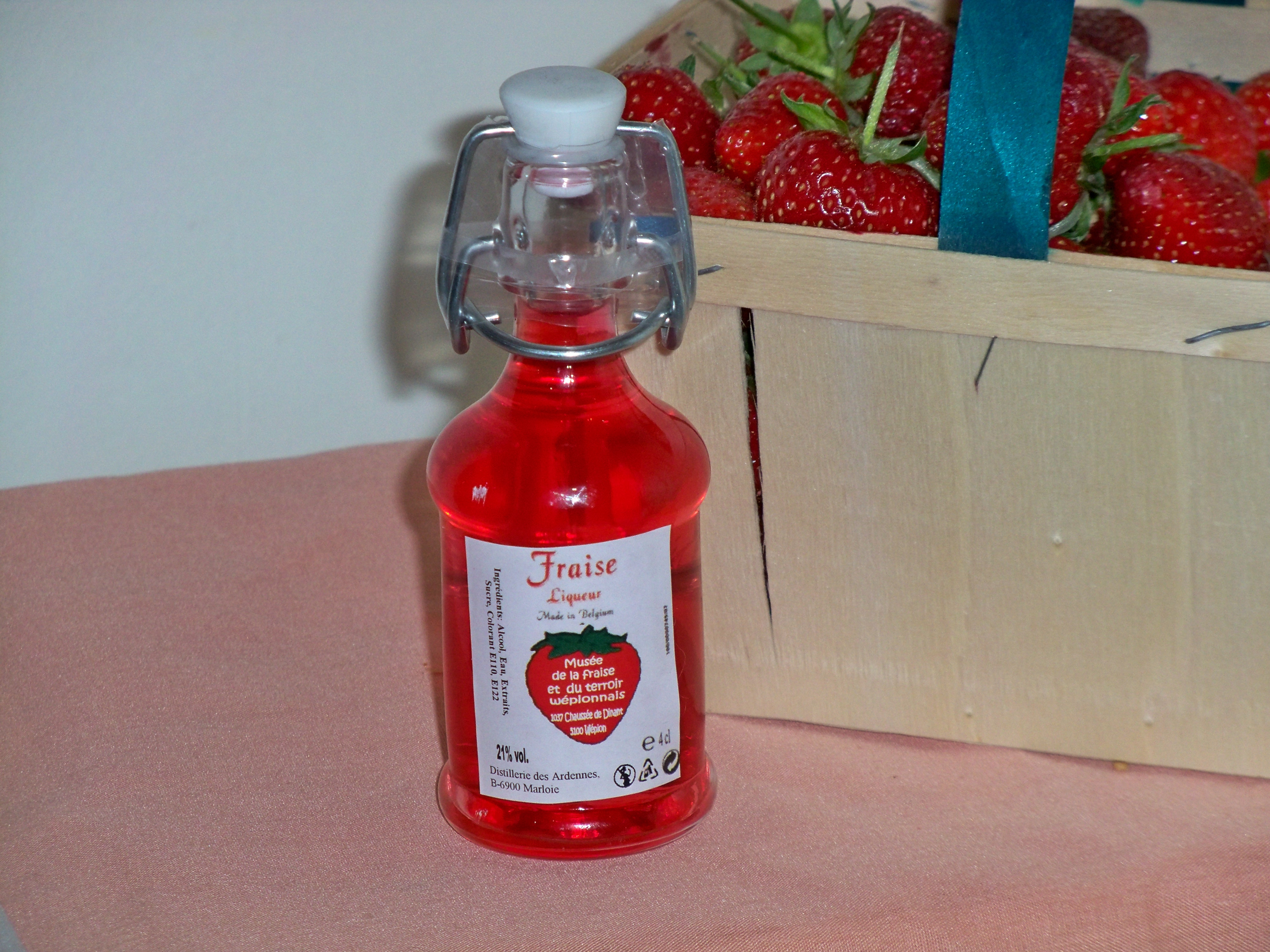
比利时阿登的草莓利口酒
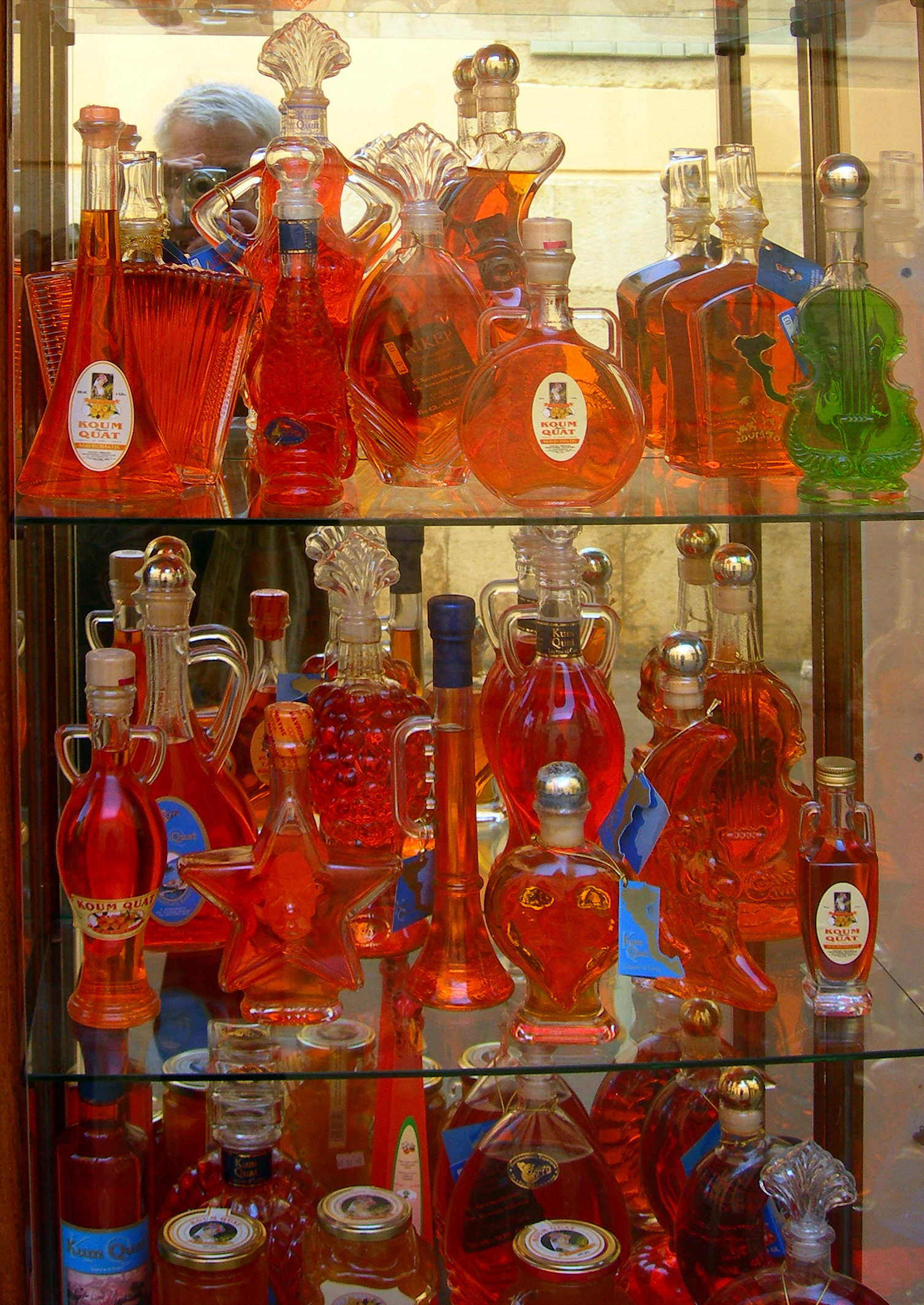
克基拉島金桔利口酒
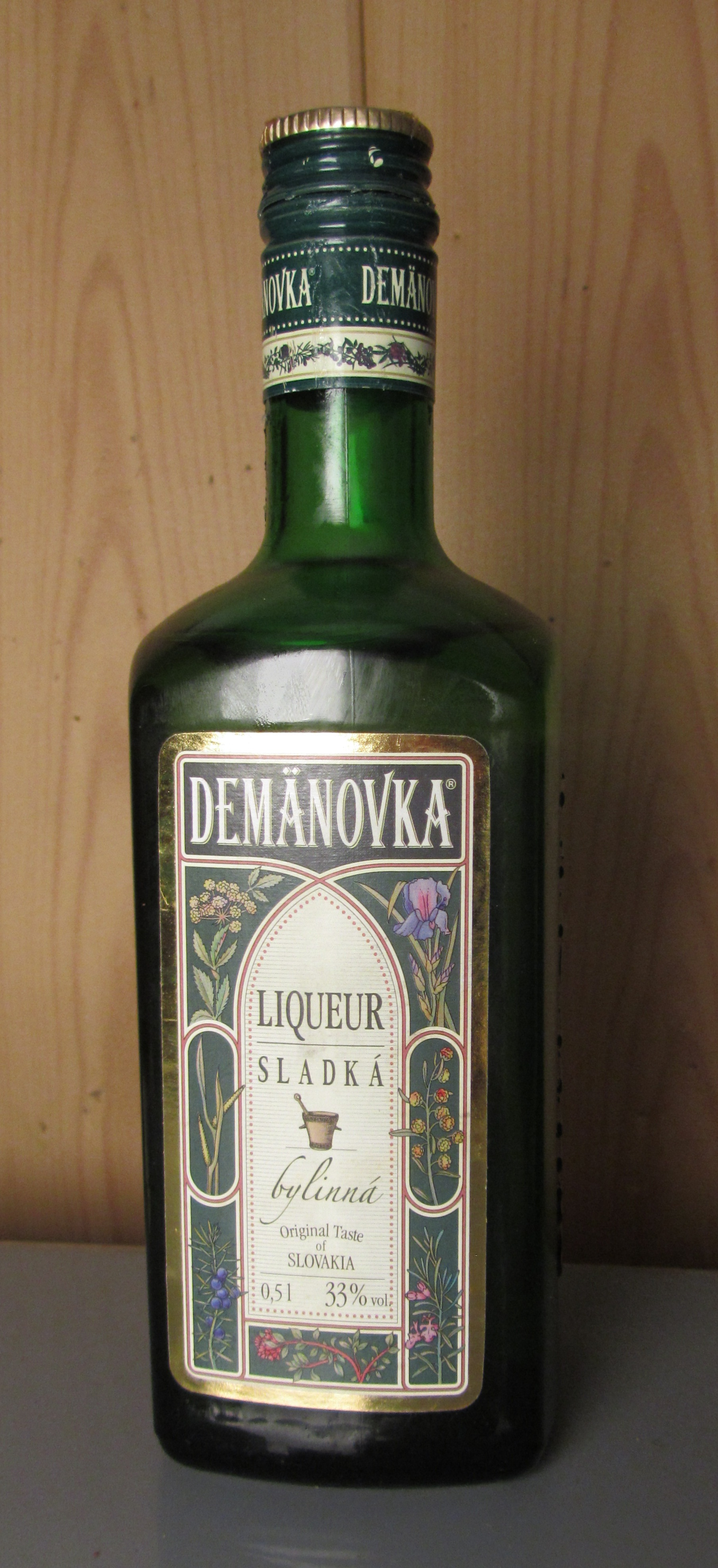
Demänovka是斯洛伐克传统利口酒，1867年起开始生产
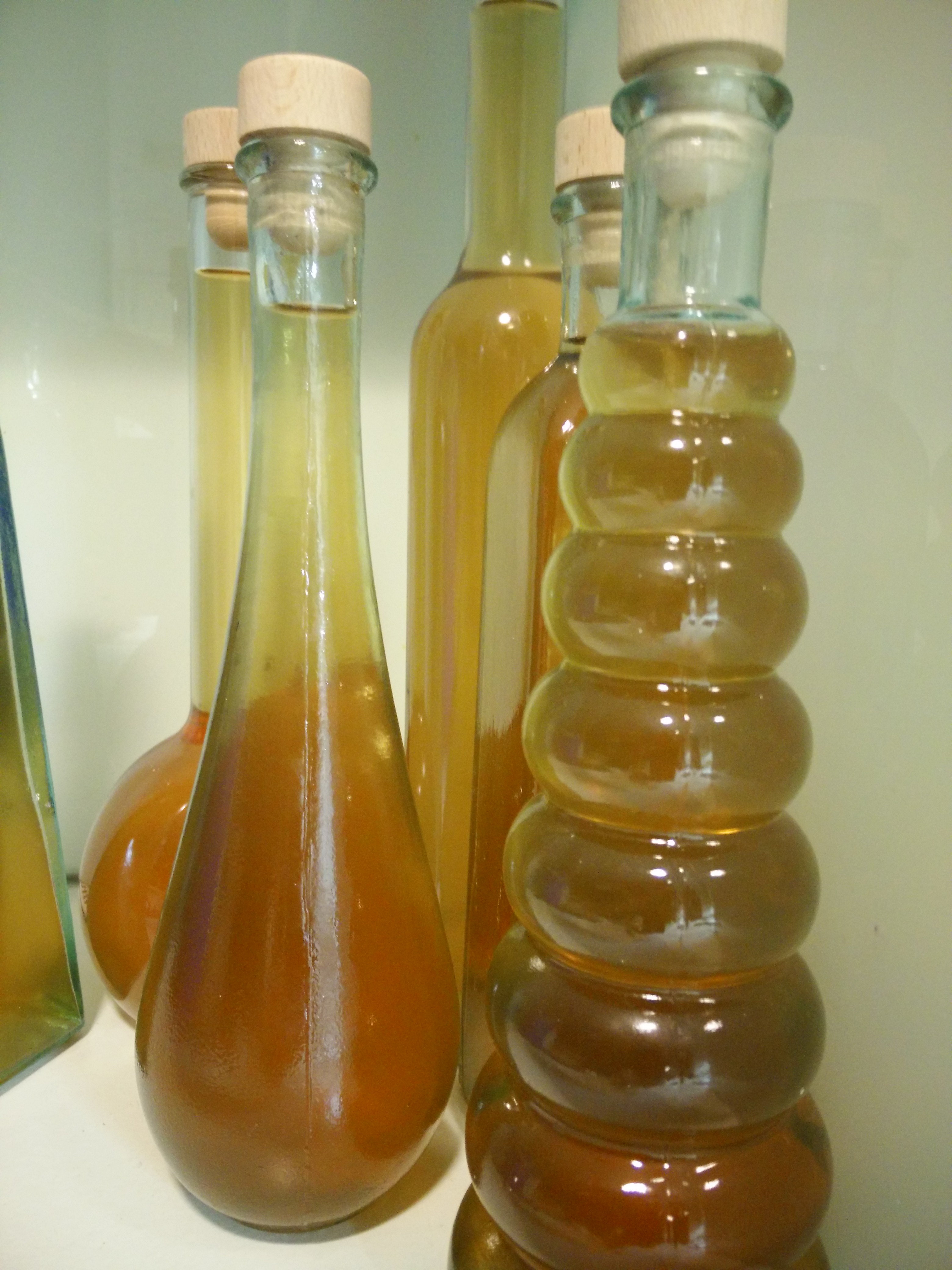
接骨木花利口酒
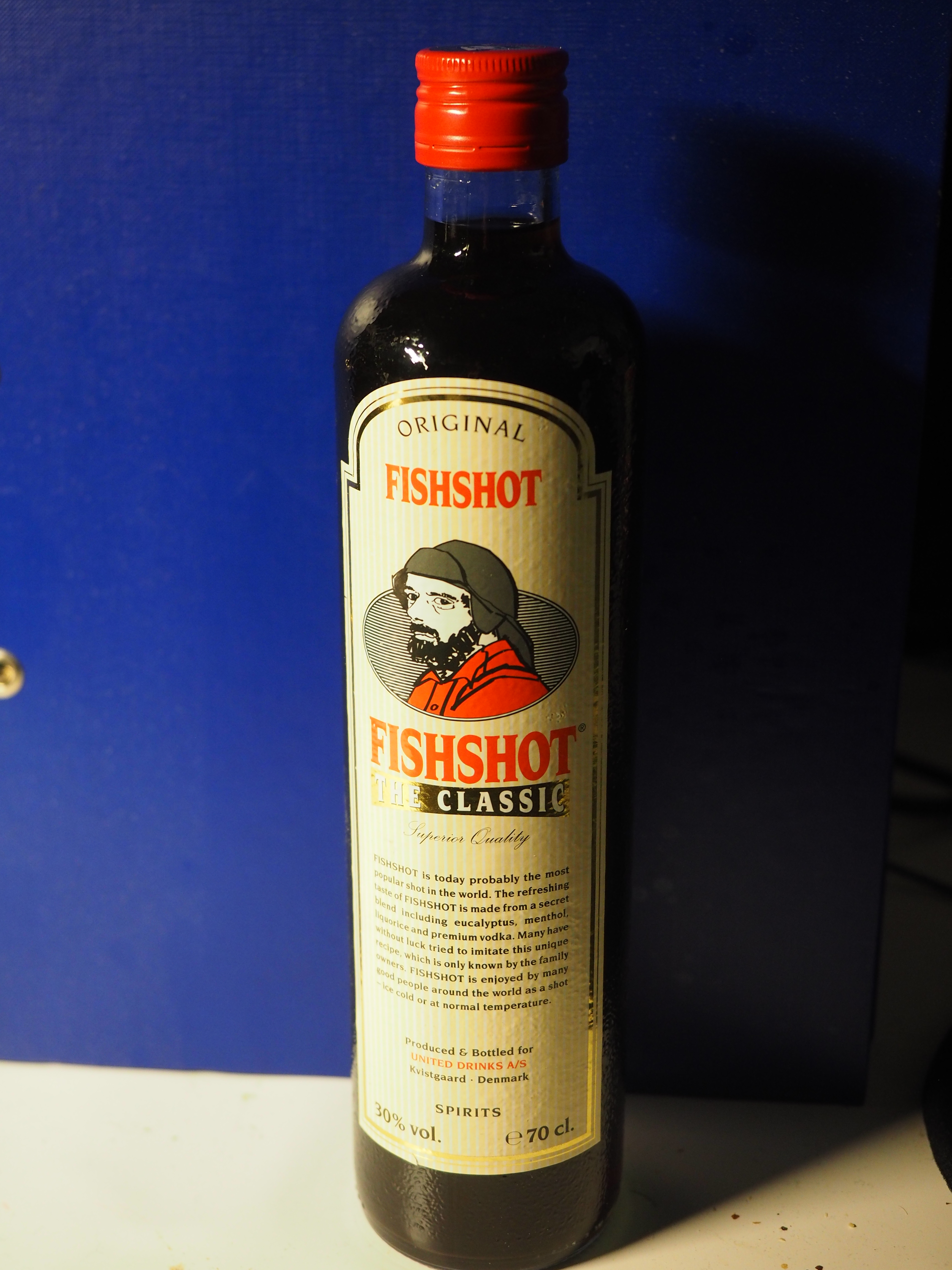
Fish Shot 是漁夫之寶风味利口酒
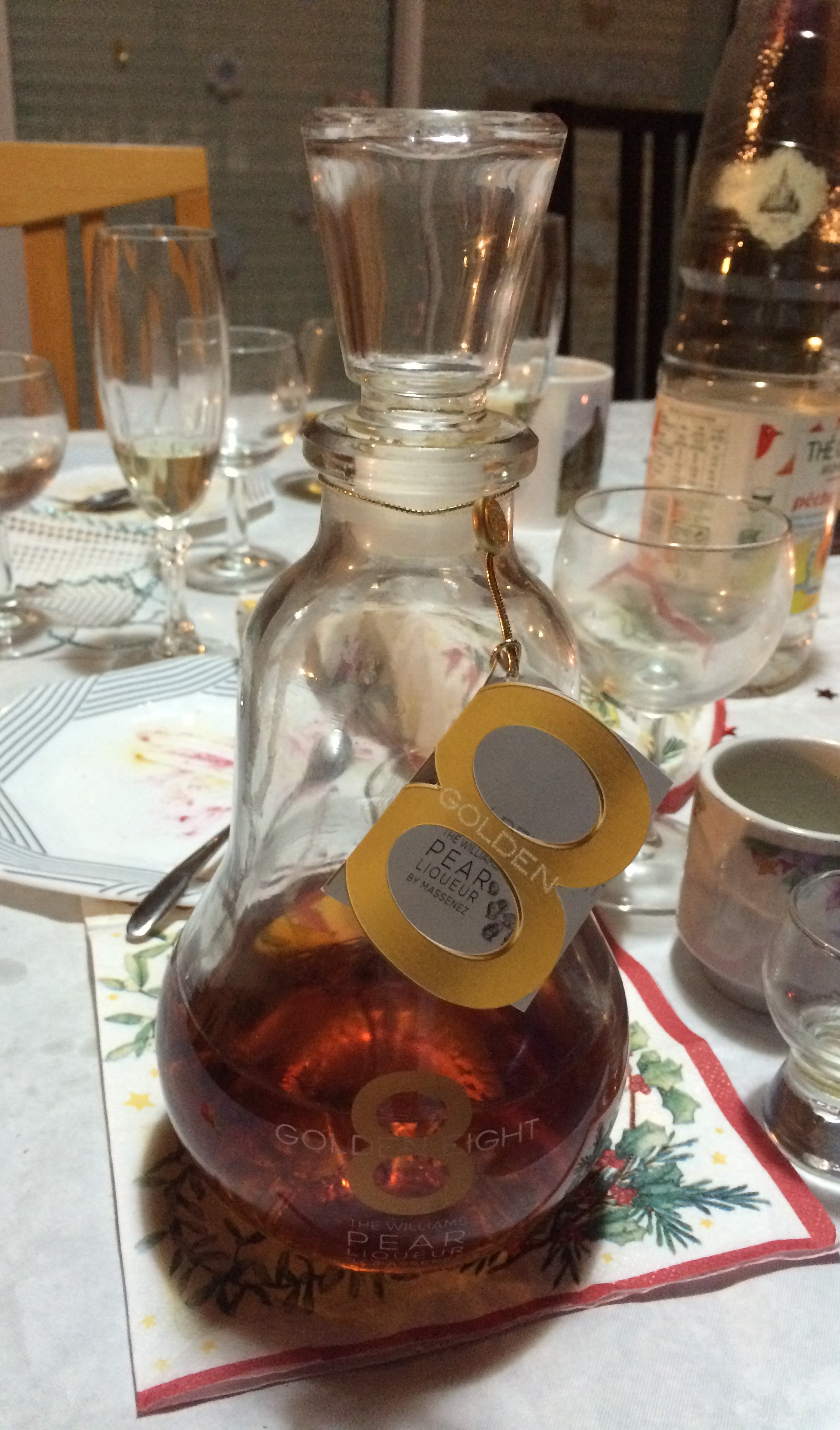
马塞内斯 (Massenez) 生产的威廉姆斯梨利口酒

## 健康
含糖的酒精飲料與青少年酗酒密切相關。

## 書籍
- . Bush, W.J. and Co. 1910.
- Kaustinen, E.M. . University of Wisconsin-Madison. 1985.

## 外部連結
- 《厨师词典》利口酒。